# Pont de l'Archevêché
Pont de l'Archevêché (Ærkebiskoppens Bro) er en bro der krydser Seine-floden i Paris, Frankrig.

## Beliggenhed
Broen forbinder Île de la Cité, i Paris' 4. arrondissement, med det 5. arrondissement på den venstre Seinebred. Broen er den sydligste bro der forbinder Île de da Cité med fastlandet. Den er beliggende umiddelbart ved Square de l'Île-de-France som huser Mémorial des Martyrs de la Déportation, et mindesmærke over de 200.000 som blev deporteret fra Vichy-Frankrig til de nazistiske koncentrationslejre. Broen ligger lidt syd for Notre-Dame de Paris.

## Historie
Broen blev bygget i 1828 af ingeniøren Plouard, efter at hængebroen ved Les Invalides blev taget ned. Broen er den smalleste bro for køretøjer i Paris.
Broen er 68 meter lang og udgøres af tre buer i sten, hvor hver bue er 15, 17 og 15 meter. Broens bredde er 17 meter. Efter Pont des Arts fik fjernes sine mange hængelåse, ligesom Passerelle Léopold-Sédar-Senghor, begyndte forelskede par at fæstne deres hængelåse på denne bro. De oprindelige to broer til dette formål var fodgængerbroer, men denne bro, som er en smule smallere, benyttes også af køretøjer.

## Eksterne links
- (På fransk) Structurae

48°51′06″N 2°21′06″Ø / 48.8517°N 2.3517°Ø